# Gerard Willem van Blijdenbergh
Gerard Willem van Blijdenbergh (Kalkar, 1731 – Utrecht, 20 augustus 1819) was een regent in Gouda en tussen 1785 en 1795 een van de burgemeesters van die stad.

## Biografie
Van Blijdenbergh werd geboren in Kalkar als zoon van Jacob Hendrik van Blijdenbergh, krijgsraad en ontvanger der domeinen van de koning van Pruisen te Utrecht, en Everdina Maria van Grimbergen. Zijn broers Frederik Willem Hendrik en Jan Willem van Blijdenbergh traden in dienst van de Vereenigde Oostindische Compagnie.
Tussen 1750 en 1762 was hij in dienst van de WIC. In 1760 werd hij bevorderd tot gouverneur van Crevecoeur  te Accra in Ghana. Van Blijdenbergh handelde tijdens zijn verblijf in West-Afrika als privépersoon in slaafgemaakten. 
In 1763 werd hij poorter van Gouda. In 1764 trouwde hij met Clara Cornelia van Eijck, dochter van de Goudse burgemeester Vincent van Eijck en Catharina Hoffkens. Terwijl hij carrière maakte als lid van de vroedschap en schepen van Gouda, bleef hij zich bezighouden met West-Afrika. In het Nationaal Archief in Den Haag bevindt zich een (concept)memorie "concernerende de Kust van Guine, opgemaakt en ter informatie overgegeven door den Heer Gerard Willem van Blijdenbergh, .... den 15 Julij 1783", waarin wordt gepleit om de Kust met oorlogsschepen te beschermen wegens de voor de koloniën der Republiek onontbeerlijke slavenhandel.

Van Blijdenbergh kocht in 1771 buitenplaats Rijnstroom onder Aarlanderveen. Na het overlijden van zijn echtgenote, in 1801, verkocht hij de buitenplaats. Vanaf 1805 woonde hij in de Wittevrouwenstraat in Utrecht, tegenover het paleis. Daar overleed hij in 1819. Het huis waar hij heeft gewoond brandde in 1999 af.